# ヴィクトル・ヤヌコーヴィチ
ヴィークトル・フェードロヴィチ・ヤヌコーヴィチ（ウクライナ語: Віктор Федорович Янукович [ˈwiktor ˈfɛdorowɪtʃ jɐnʊˈkɔwɪtʃ] ( 音声ファイル) ローマ字表記は、Viktor Fedorovych Yanukovych、1950年7月9日 - ）は、ウクライナの政治家。ヤヌコヴィチ、ヤヌコヴィッチ、ヤヌコビッチ、ヤヌコービッチ、ヤヌコーヴィッチとも表記される。大統領（第4代）、首相（第9・12代）を歴任した。経済科学博士、教授。ウクライナ功労運輸労働者。

## 来歴

### 出自
1950年7月9日、ソビエト連邦の一部だったウクライナ共和国ドネツィク州イエナーキエヴェ市に生まれた。父フョードル・ヴォロディミロヴィチ・ヤヌコーヴィチはベラルーシ人で冶金工だが、ポーランド人やタタール人の血を引いているとも言われている。母はロシア人。2歳の時に母を亡くし、経済的にも非常に貧しい環境で暮らした。義母との関係はうまくいかなかったため、家を出た。ビリニュス出身の祖母によって育てられた。
1967年12月15日、17歳の時、暴力団「ピフノフカ」の一員として強盗事件に関わった。懲役3年の実刑判決を受けた。7月間をクレメンチュク刑務所で過ごしたが、模範的な行動で（同時期施設にいたムィコーラ・モスコヴチェンコによると警察との協力により）早く解放された。1970年7月8日、新たな強盗事件（一説には強姦事件）を起こしたために懲役2年の実刑判決を受けた。1978年12月27日、ドネツク州裁判所は、犯罪の証拠がないという理由で以上の2つの判決を無効とした。裁判所の判断にフョードルの空軍時代の従軍仲間だった、ソビエト連邦議会議員ゲオルギ・ベレゴヴォイが関わったという。
1969年に中等教育（高等学校相当）を終えると生計を立てるべく働き始める。1972年に地域の輸送部門において電気技師として働きながら、ドネツィク工業大学で学ぶなど苦学を続けた。労働者としては1974年に輸送部門の主任に昇進し、機械工学の学位を授与された1980年には輸送部門全体の総責任者に昇進する。同年にウクライナ共産党に入党。以降、20年間に亘って同地域の輸送部門責任者として地域の経済・政治活動に関わり続ける。教育面では後に博士号を授与されている。
ソ連解体後の1996年8月、ウクライナ政府からドネツィク州国家行政府副長官に任命された事から政治活動を本格化させ、1996年9月から1997年5月まで同州第一副長官、1997年5月から2002年11月まで長官を歴任。1998年9月から内政問題調整会議のメンバー。2002年11月21日、レオニード・クチマ大統領に首相に任命され、2004年12月までとどまる。2003年から地域党の党首。2004年、クチマ大統領の任期切れに伴うウクライナ大統領選挙に親クチマ勢力の統一候補として立候補する。ヤヌコーヴィチは、ドンバスを地盤とし、クチマ政権の内外政策の継続を主張した。
これに対して野党候補のヴィクトル・ユシチェンコ元首相は民族主義勢力を糾合し、前政権下の汚職と非民主的な政治手法を攻撃した。11月21日の決選投票でウクライナ中央選挙管理委員会は、24日ヤヌコーヴィチが49.64%、ユシチェンコが46.61%を獲得し、ヤヌコーヴィチの勝利を発表したが、その後、与党側の大がかりな選挙不正が明るみに出て、首都キエフでの大規模な抗議運動に発展。12月26日にやり直しの決選投票が行われ、開票の結果、ユシチェンコが52.12%、ヤヌコーヴィチが44.09%の得票でユシチェンコ側の勝利を発表した。
大統領選挙敗退後、彼は中央政界では公的役職についていなかったが、地域党党首として最高会議内で隠然たる勢力を維持していた。ユーリヤ・ティモシェンコ内閣総辞職後に政権側と与野党間の妥協とも言うべき協力宣言に署名し、ユーリー・エハヌロフ首相の2度目の承認決議では地域党会派は全面賛成に回った。しかし、2006年初頭に天然ガス問題がロシアとの間で生じると、政権批判に回りエハヌロフ内閣不信任決議の立役者となった。このように、ヤヌコーヴィチはユシチェンコ政権の数々の失政により、漁夫の利的に人気を回復し、2006年3月に行われた最高会議選挙で、彼の地域党は比例区32.12%（450議席中186議席）を獲得し、第一党に躍り出た。議会では、地域党は社会党、共産党と連合を組むことで多数派を構成し、2006年8月4日に賛成271票を得て議会承認され首相職に返り咲いた。2007年9月に行われた選挙では、ヤヌコーヴィチを名簿順位第一位に据えた地域党が再び第一党の地位を確保したものの、連合工作で過半数に届かず、野党にまわった。

### 大統領
2010年の大統領選挙に立候補し、1月17日に行われた第1回投票の結果、約35%の得票率で1位となったが過半数には届かなかったため、ユーリヤ・ティモシェンコとの決選投票に臨み、2月7日の投票の結果勝利。2月14日にティモシェンコが選挙にて不正が行われたと主張、法廷闘争に持ち込む意向を表明し、2月16日にウクライナ最高行政裁判所に提訴したものの、2月20日、ティモシェンコが訴えを取り下げたため、ヤヌコーヴィチの当選が確定した。また2010年にはロシアのドミートリー・メドヴェージェフ大統領とハルキウで会談し、クリミア半島のセヴァストポリにおける黒海艦隊の駐留を2017年からさらに25年間延長することを認める合意文書に署名した。
2011年1月には日本を公式訪問した。日本滞在時には大勲位菊花大綬章を天皇（明仁）から授与されている。
2013年12月に軍事的にも協力関係にある中華人民共和国を公式訪問し、中国ウクライナ友好協力条約を調印した。この際に「核の脅威にさらされた場合は相応の安全保障を提供する」という文があったため、中国がウクライナのヤヌコーヴィチ政権に核の傘を与えたとする見方が浮上していた。
ウクライナは2013年に欧州連合（EU）との政治・貿易協定の仮調印を済ませたが、親露派であるヤヌコーヴィチはロシアからの圧力もあり調印を見送る。これに対しEU寄りの野党勢力から強い反発が起こり、ウクライナ国内は大規模な反政府デモが発生し、ヤヌコーヴィチから出動を命じられたベルクトは群衆を攻撃するなど騒乱状態に陥った（尊厳の革命）。事態収拾のため2014年2月21日には挙国一致内閣の樹立や大統領選挙繰り上げなどの譲歩を示したがデモ隊の動きを止めることはできず、22日に首都キエフを脱出。ウクライナ議会は同日ヤヌコーヴィチの大統領解任を決議し、5月25日に大統領選挙を行うことを決定したが、ヤヌコーヴィチはクーデターであるとして辞任に同意していない。ヤヌコーヴィチはロシアに亡命しており、ウクライナ政府はロシアのウラジーミル・プーチン大統領がヤヌコーヴィチへロシアの市民権を秘密裏に与えていると主張している。

### 大統領退任後
2014年4月にウクライナの検事総長はヤヌコーヴィチが国家財政に1000億ドル（約10兆円）規模の損害を与えていた可能性があると述べた。2015年1月12日、国際刑事警察機構（ICPO）はヤヌコーヴィチを公金横領などの容疑で国際手配した。2019年1月にウクライナの裁判所はヤヌコーヴィチに対し欠席裁判で国家反逆罪等を認定して禁錮13年判決を言い渡した。2022年5月23日、ウクライナ検察当局はヤヌコーヴィチが2010年にロシアに対してセヴァストポリにおける黒海艦隊の駐留を25年間延長することを認めたのは反逆罪に当たるとして逮捕状を発付したことを発表した。

## 人物

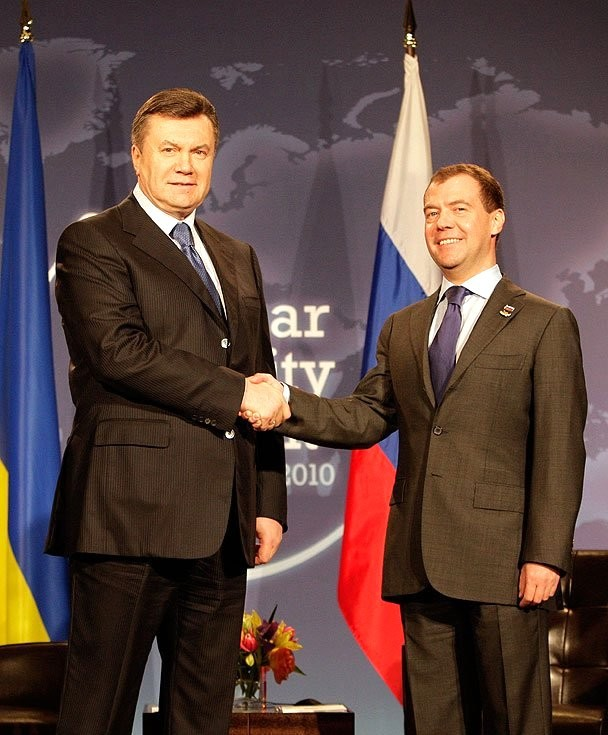
ロシアのドミートリー・メドヴェージェフと（2010年）

ヤヌコーヴィチは伝統的にロシア寄りとされているウクライナ東部出身であり、自身も親ロシア派である。ヤヌコーヴィチ政権下においてロシア語を第二公用語と認められうる公用語法を施行していたところ、最高議会と次期トゥルチノフ大統領は、ヤヌコーヴィチがキエフを脱出した翌23日に同法廃止を決定し、国内ロシア語圏においてはこれに激しく反発する勢力が現れることとなった。同法の廃止がノヴォロシア人民共和国連邦が5月12日にウクライナからの独立を宣言する契機となっており、EUも同法の廃止については、マイノリティの権利が守られるべきであるとして懸念を示している。
ヤヌコーヴィチの年収は公式には10万ドルとされていた。しかし、政権崩壊後、ヤヌコーヴィチがキエフを離れてからマスメディアが邸宅（元々公有地だったが、2007年にヤヌコビッチの関連会社に安値で払い下げられたキエフ郊外の139ヘクタールの土地に建てられた私邸で、政権崩壊前は高い塀で囲まれ厳重な警備が敷かれ、当時の使用人や出入り業者は撮影しないように入り口で携帯電話を取り上げられるほどだった）に入ることで、高額家具調度品や私設動物園やゴルフコースが存在するなど贅沢三昧な暮らしをしていたことが明らかになっている。2022年12月12日、ウクライナ高等反汚職裁判所は邸宅を含むヤヌコーヴィチの全財産を押収して国有化すると決定した。

## 家族
- 父：フェジィール・ヤヌコーヴィチ（Федір Володимирович Янукович, 1923年 — 1991年）：ベラルーシ出身。家系はポーランド人で、祖父はワルシャワ出身[26]。
- 母：オリガ・ヤヌコーヴィチ（Ольга Семенівна Янукович, 1925年 — 1952年）：ロシア人。
- 長男：オレクサンドル・ヤヌコーヴィチ（Олександр Федорович Янукович, 1973年 - ）：歯科医。
- 次男：ヴィクトル・ヤヌコーヴィチ（Віктор Вікторович Янукович, 1981年 - 2015年3月20日[27]）：ウクライナ最高議会議員。2014年の政変後はロシアに亡命するも翌2015年にバイカル湖で事故死。